# Равномерная сходимость
Пусть {\displaystyle X} — произвольное множество, {\displaystyle Y=(Y,d)} — метрическое пространство, {\displaystyle f_{n}\colon X\to Y,\ n=1,2,\dots } — последовательность функций. Говорят, что последовательность {\displaystyle f_{n}} равномерно сходится к функции {\displaystyle f\colon X\to Y}, если для любого {\displaystyle \varepsilon >0} существует такой номер {\displaystyle N_{\varepsilon }}, что для всех номеров {\displaystyle n>N_{\varepsilon }} и всех точек {\displaystyle x\in X} выполняется неравенство
{\displaystyle \left|f_{n}(x)-f(x)\right|<\varepsilon }
Обычно обозначается  {\displaystyle f_{n}\rightrightarrows f}.
Это условие равносильно тому, что
{\displaystyle \lim _{n\to \infty }\sup _{x\in X}\left|f_{n}(x)-f(x)\right|=0.}

## Свойства
- Если {\displaystyle Y} — линейное нормированное пространство и последовательности отображений {\displaystyle f_{n}\colon X\to Y} и {\displaystyle g_{n}\colon X\to Y}, {\displaystyle n=1,2,\dots } равномерно сходятся на множестве {\displaystyle X}, то последовательности {\displaystyle \{f_{n}+g_{n}\}} и {\displaystyle \{\alpha f_{n}\}} при любых {\displaystyle \alpha \in \mathbb {R} } также равномерно сходятся на {\displaystyle X}.

- Для вещественнозначных функций (или, более общо, если {\displaystyle Y} — линейное нормированное кольцо), последовательность отображений {\displaystyle f_{n}\colon X\to \mathbb {R} }, равномерно сходится на множестве {\displaystyle X} и {\displaystyle g\colon X\to \mathbb {R} } ограниченное отображение, то последовательность {\displaystyle \{gf_{n}\}} также равномерно сходится на {\displaystyle X}.

- Если {\displaystyle X} — топологическое пространство, {\displaystyle Y} — метрическое пространство и последовательность непрерывных в точке {\displaystyle x_{0}\in X} отображений {\displaystyle f_{n}\colon X\to Y} равномерно сходится на множестве {\displaystyle X} к отображению {\displaystyle f\colon X\to Y}, то это отображение также непрерывно в точке {\displaystyle x_{0}}.

- Если последовательность интегрируемых по Риману (по Лебегу) функций {\displaystyle f_{n}\colon [a,b]\to \mathbb {R} } равномерно сходится на отрезке {\displaystyle [a,b]} к функции {\displaystyle f\colon [a,b]\to \mathbb {R} }, то эта функция также интегрируема по Риману (соответственно по Лебегу), и для любого {\displaystyle x\in [a,b]} имеет место равенство
    {\displaystyle \lim _{n\to \infty }\int \limits _{a}^{x}f_{n}(t)dt=\int \limits _{a}^{x}f(t)dt}
и сходимость последовательности функций 
    {\displaystyle x\mapsto \int \limits _{a}^{x}f_{n}(t)dt}
 на отрезке {\displaystyle [a,b]} к функции 
    {\displaystyle x\mapsto \int \limits _{a}^{x}f(t)dt}
 равномерна.

- Если последовательность непрерывно дифференцируемых на отрезке {\displaystyle [a,b]} функций {\displaystyle f_{n}\colon [a,b]\to \mathbb {R} }, сходится в некоторой точке {\displaystyle x_{0}}, a последовательность их производных равномерно сходится на {\displaystyle [a,b]}, то последовательность {\displaystyle \{f_{n}\}} также равномерно сходится на {\displaystyle [a,b]}, её предел является непрерывно дифференцируемой на этом отрезке функцией.